# Christopher Cabaldon
Christopher L. Cabaldon (sinh ngày 12 tháng 11 năm 1965) là một chính khách người Mỹ gốc Philippines đến từ California, làm thị trưởng West Sacramento. Ông là thị trưởng phục vụ lâu nhất trong lịch sử thành phố. Ông cũng đại diện cho Bang California trong Ủy ban Liên bang miền Tây về Giáo dục Đại học với tư cách là người được bổ nhiệm của Thống đốc California Jerry Brown. Ông là thành viên Đảng Dân chủ, Phó Chủ tịch Hội nghị Thị trưởng Dân chủ Quốc gia, và Chủ tịch Ủy ban Công việc, Giáo dục và Lao động của Hội nghị Thị trưởng Hoa Kỳ. Ông là người đồng tính công khai.

## Tuổi thơ
Ghi danh là học sinh sáng lập tại Trung tâm Nghiên cứu Làm giàu, trường nam châm đầu tiên ở Los Angeles và là trung tâm của chương trình hội nhập tự nguyện của học khu được thành lập sau khi tòa án phân biệt chủng tộc, Christopher Cabaldon lần đầu tiên tham gia vào chính trị với tư cách là một học sinh lớp bảy, phát biểu tại các hội nghị và trong các cuộc phỏng vấn truyền thông về chủ đề của sự tách biệt. Ông trở thành chủ tịch hội sinh viên tại trường.
Cabaldon có bằng Cử nhân Kinh tế Môi trường tại Đại học California, Berkeley, nơi ông là phó chủ tịch hội sinh viên. Ông có bằng Thạc sĩ về Chính sách công và Quản trị tại Đại học California, Sacramento trong lớp thành lập, sau đó ông giảng dạy như một giảng viên phụ trợ, vào năm 2002, đã nhận được giải thưởng "Dịch vụ xuất sắc" của tổ chức.